# Slangtorn

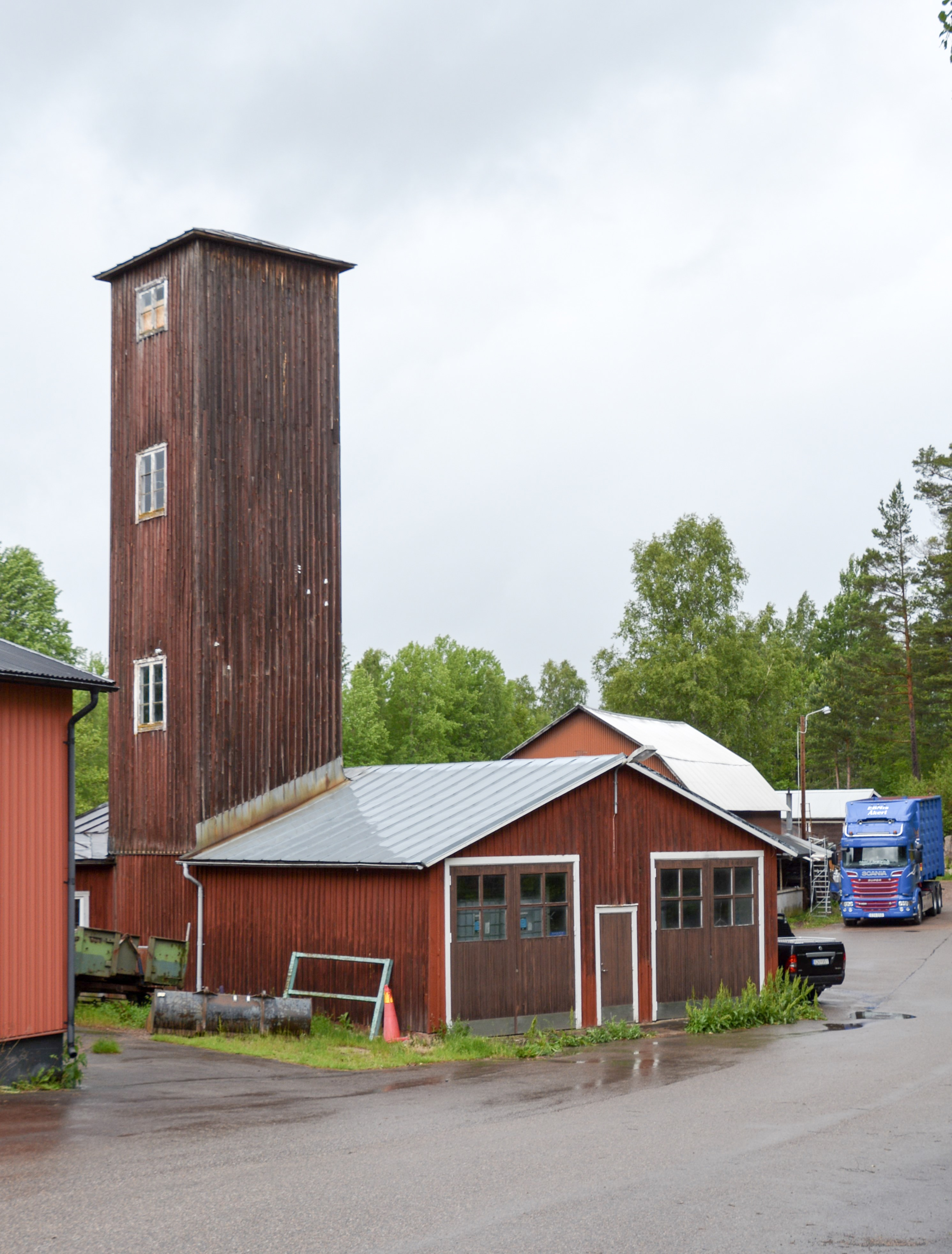
Gammal brandstation med slangtorn i Kvillsfors.

Ett slangtorn är ett torn som användes för torkning och förvaring av brandslangar på många brandstationer när brandslangar var tillverkade av naturmaterial. Numera används vanligen syntetiska slangmaterial och andra metoder för torkning.